# ディーライツ
株式会社ディーライツ（英: d-rights Inc.）は、かつて存在したコンテンツのプロデュース・著作権の管理などを中心に行う日本の企業。アニメ作品を中心にコンテンツの企画や著作権の管理、特にアニメ作品の海外展開を積極的に行っていた。また、過去にはゲーム事業も行なっていた。2019年10月、ADKエモーションズに吸収合併され解散。

## 沿革
1988年（昭和63年）12月、ゲームメーカーハドソンのR&D業務とMD業務（ライセンス管理等）を目的とした子会社、未来計画株式会社（みらいけいかく）として設立。当初は東京都千代田区神田司町2丁目2番地11にあった。
2001年（平成13年）、ハドソンが三菱商事に未来計画の全株式を売却したことにより、三菱商事の完全子会社となり、社名を株式会社ディーライツ（初代）に変更。
2014年（平成26年）12月18日、アサツー ディ・ケイが株式の過半数を取得し、子会社化。2015年（平成27年）8月24日に本社及び事務所を移転。2018年（平成30年）12月20日、アサツー ディ・ケイが三菱商事からディーライツ（初代）の株式の全てを取得し100％子会社化。
2019年（令和元年）10月1日 - ADKエモーションズに吸収合併され、ディーライツが解散。あわせてディーライツの北米子会社Sunrights.Incも商号変更しADK Emotions NY.Incになる。なお、ディーライツ第二プロデューサーの鶴崎りか（ADKエモーションズ制作プロデューサー兼務）らはADKエモーションズなどに移籍し、引き続きプロデューサー等を担当することになっている。

## 歴代社長

### ディーライツ
- 初代：2000年 - 2004年：山本哲也
- 2代目：2004年 - 2006年：板橋徹
- 3代目：2006年 - 2014年：鈴木大三
- 4代目：2014年 - 2019年：和田修治

## ディーライツへの移籍
ADKエモーションズ
- 鶴崎りか
- 和田修治
- 大矢篤志

スタジオKAI
- 笹木理加

日本アドシステムズ
- 青木真美子
- 古瀬和也

エイケン
- 渡辺創
- 片桐正貴

## 作品

### テレビアニメ
ハドソン原作作品
- VIRUS ‐VIRUS BUSTER SERGE‐（1997年、製作元請：PLUM） - 創通との共同。
- Bビーダマン爆外伝（1998年、製作元請：マッドハウス） - パオハウスとの共同。
- Bビーダマン爆外伝V（1999年、製作元請：マッドハウス） - パオハウスとの共同。

小学館の雑誌作品（コロコロコミック・コロコロイチバン!）
- 爆転シュート ベイブレード（2001年、製作元請：マッドハウス） - 読売広告社と共同制作。
- 爆転シュート ベイブレード 2002（2002年、製作元請：日本アニメディア） - 読売広告社と共同制作。
- 爆転シュート ベイブレード Gレボリューション（2003年、製作元請：日本アニメディア） - 読売広告社と共同制作。
- B-伝説! バトルビーダマン（2004年、製作元請：日本アニメディア） - 読売広告社と共同制作。
- B-伝説!バトルビーダマン 炎魂（2005年、製作元請：日本アニメディア） - 読売広告社と共同制作。
- 爆球Hit! クラッシュビーダマン（2006年、製作元請：日本アニメディア） - 読売広告社と共同制作。
- メタルファイト ベイブレード（2009年、製作元請：タツノコプロ）
- メタルファイト ベイブレード 爆（2010年、製作元請：SynergySP）
- メタルファイト ベイブレード 4D（2011年、製作元請：SynergySP）
- クロスファイト ビーダマン（2011年、製作元請：SynergySP）
- メタルファイト ベイブレード ZEROG（2012年、製作元請：SynergySP）
- クロスファイト ビーダマンeS（2012年、製作元請：SynergySP）
- ベイブレードバースト（2016年、製作元請：OLM）
- ベイブレードバースト ゴッド（2017年、製作元請：OLM）
- ベイブレードバースト 超ゼツ（2018年、製作元請：OLM）

集英社の雑誌作品（最強ジャンプ・Vジャンプ）
- ビーストサーガ（2013年、製作元請：SynergySP）

その他の作品
- チャンス〜トライアングルセッション〜（2001年、製作元請：マッドハウス）
- X（2001年、製作元請：マッドハウス）
- ガンパレード・マーチ 〜新たなる行軍歌〜（2003年、製作元請：J.C.STAFF）
- マリア様がみてるシリーズ（2004年、製作元請：スタジオディーン）
- 焼きたて!!ジャぱん（2004年、製作元請：サンライズ）
- ガン×ソード（2005年、製作元請：AIC）
- 魔界戦記ディスガイア（2006年、製作元請：OLM）
- エル・カザド（2007年、製作元請：BEE TRAIN）
- バンブーブレード（2007年、製作元請：AIC ASTA）
- 隠の王（2008年、製作元請：J.C.STAFF）
- 伯爵と妖精（2008年、製作元請：アートランド）
- 新テニスの王子様（2012年、製作元請：Production I.G）[7]
- 怪盗ジョーカー（2016年、製作元請：シンエイ動画）
- エルドライブ【elDLIVE】（2017年、製作元請：studioぴえろ）

### 海外展開
- ベイウィールズ（BeyWheelz）（製作元請：SynergySP）
- ベイウォリアーズ ベイレイダーズ（BeyWarriors Beyraiderz）（製作元請：SynergySP）
- ベイウォリアーズ サイボーグ（BeyWarriors Cyborg）（製作元請：SynergySP）

### その他のアニメ作品
- ギャラクシーレーサー スキャン2ゴー（2010年、製作元請：SynergySP） - アラブ首長国連邦（ドバイ）・日本・韓国の三ヶ国共同制作。

### Webアニメ
- ベイブレードバースト ガチ（2019年、製作元請：OLM）[8]

### アニメ映画
- 爆転シュート ベイブレード THE MOVIE 激闘!!タカオVS大地（2002年、製作元請：日本アニメディア）
- イノセンス（2004年、製作元請：Production I.G）
- ハウルの動く城（2004年、製作元請：スタジオジブリ）
- ゲド戦記（2006年、製作元請：スタジオジブリ）
- 崖の上のポニョ（2008年、製作元請：スタジオジブリ）
- スカイ・クロラ The Sky Crawlers（2008年、製作元請：Production I.G）
- レイトン教授と永遠の歌姫（2009年、製作元請：OLM）
- 劇場版メタルファイト ベイブレードVS太陽 灼熱の侵略者ソルブレイズ（2010年、製作元請：SynergySP）
- 借りぐらしのアリエッティ（2010年、製作元請：スタジオジブリ）
- コクリコ坂から（2011年、製作元請：スタジオジブリ）
- 風立ちぬ（2013年、製作元請：スタジオジブリ）
- かぐや姫の物語（2013年、製作元請：スタジオジブリ）
- 思い出のマーニー（2014年、製作元請：スタジオジブリ）

## その他
- 三菱商事は、2011年より『クロスファイト ビーダマン』（「eS」も含む）や『ビーストサーガ』の製作委員会に参加。なお、クレジット上は未掲載されていない。
- 映画『20世紀少年』の製作にも参加している[9]。